# Захит
Захит (лезг. ЦIийи Захит) — село в Хивском районе Дагестана. Входит в сельское поселение сельсовет Захитский.

## География
Расположено в 36 км к востоку от районного центра — села Хив на территории Магарамкентского района.

## Население
| 1989 | 2002  | 2010  | 2021  |
| ---- | ----- | ----- | ----- |
| 14   | ↗1132 | ↗1133 | ↘1105 |

## История
Населённый пункт образован в 1979 году путем переселения на равнину части жителей сел Ашага-Захит, Орта-Захит, Юхари-Захит, Заза, Тркал, Ухул в местность Сенгер-кутан. Указом Президиума Верховного Совета РСФСР от 2 января 1986 года было утверждено наименование этому населённому пункту возникшего на новом месте — селение Захит.